# Laufey
Pour les articles homonymes, voir Laufey (chanteuse).
Laufey, également connue sous le nom de Nál, est une divinité nordique, du groupe des Aesir.
Elle est la mère (les géants des glaces sont hermaphrodites, mais leurs caractéristiques physiques sont incertaines, ils sont représentés comme des mâles pouvant porter des enfants) de Loki dans la mythologie nordique, ainsi que l'indique notamment la Gylfaginning (34) de Snorri Sturluson, qui explique dans le Skáldskaparmál (16) que « fils de Laufey » (son Laufeyjar) est l'une des kenningar désignant Loki. Ce dernier est effectivement appelé Laufeyjar son(r) dans les Eddas (Lokasenna, 52 ; Þrymskviða, 18, 20, Gylfaginning, 42, 49, Skáldskaparmál, 35). Laufey n'est toutefois évoquée dans aucun mythe.

## Biographie

### Étymologie
En vieux norrois, Laufey signifie l'« île [ey] aux feuilles [lauf] ». Pour Rudolf Simek, cette étymologie ne ferait pas grand sens et aucune des hypothèses proposées ne lui semble convaincante. En revanche, pour Folke Ström repris par Jean Haudry, l'« île aux feuilles » est une formule pour désigner l'arbre,.

### Nature
Si le père de Loki, Farbauti, est un géant, la nature de Laufey est incertaine, mais il est possible de voir en elle une déesse. Elle est en effet mentionnée dans une þula des dieux. Surtout, une telle hypothèse expliquerait que Loki soit considéré comme l'un des Aesir, ainsi que l'emploi, contraire à l'usage, de son matronyme plutôt que de son patronyme. Le fait qu'il soit né d'une union proscrite dans la société divine, entre un géant et un dieu, expliquerait néanmoins l'hostilité réciproque qui se manifeste parfois entre Loki et les autres dieux.
Selon Snorri Sturluson (Gylfaginning, 34, Skáldskaparmál, 16), Laufey porterait aussi le nom de Nál (« aiguille »). Le Sörla þáttr (2) mentionne ce nom, expliquant que, si Laufey était également appelé ainsi, c'est parce qu'elle était « à la fois mince et faible ». Mais le caractère tardif de ce texte rend l'information douteuse.

## Famille

### Mariage et enfants
De son union avec Farbauti, il eut : 
- Loki
- Býleist
- Helblindi

## Culture populaire
- Dans le film Thor, Laufey est représenté comme mâle, et comme étant le père de Loki.
- Dans le jeu God of War, Laufey, alors appelée Faye, est la seconde épouse de Kratos et la mère de Loki, qui s'appelle ici Atreus.
- Laufey est une chanteuse de jazz sino-islandaise naturalisée américaine.